# 聖高隆主教座堂
聖高隆主教座堂（英語：St Columba's Cathedral）是位於英國蘇格蘭城市奧本的一座羅馬天主教的教堂，這座教堂是天主教阿蓋爾暨群島教區的主教座堂。教堂是一座新哥特式建築，開始修建於1932年，在1959年竣工。

## 外部連結
- St. Columba's Cathedral Website